# 안드레아 베우트랑
안드레아 베우트랑(Andréa Beltrão, 1963년 9월 16일 ~ )은 브라질의 배우, 극작가이다.